# Organické sloučeniny titanu

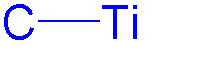
Vazba uhlík-titan

Organické sloučeniny titanu jsou organické sloučeniny obsahující vazby uhlík-titan. Tyto sloučeniny se používají jako reaktanty v organické chemii a zapojují se do významných průmyslových procesů.

## Historie
Přestože byly první pokusy o přípravu organických sloučenin titanu provedeny již v roce 1861, tak byla první popsána až v roce 1954; šlo o titanocendichlorid. Nezávisle na tomto objevu byly vytvořeny Zieglerovy–Nattovy katalyzátory založené na titanu, jež našly mnohá průmyslová využití a roku 1963 byla za jejich objev udělena Nobelova cena za chemii.

## Vlastnosti

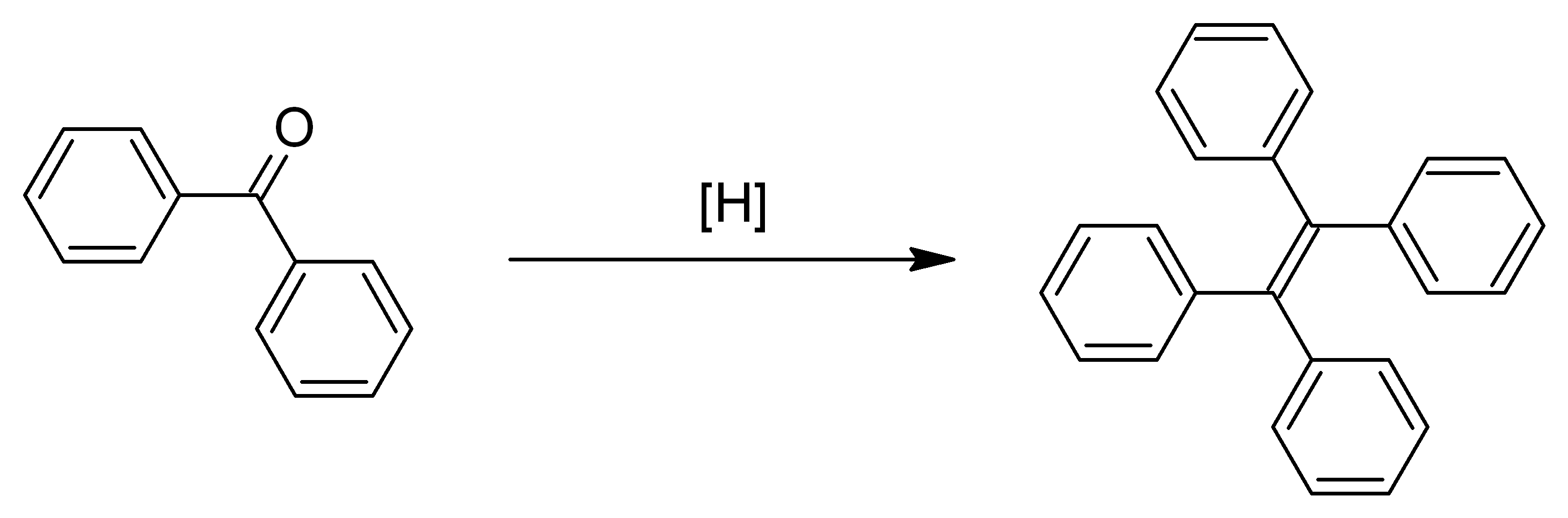
McMurryova reakce benzofenonu je příkladem reakce komplexu titanu v nízkém oxidačním čísle.

Elektronová konfigurace titanu ([Ar]3d24s2) se vzdáleně podobá té u uhlíku a podobně jako u uhlíku je převažujícím oxidačním číslem je +4. Titan má ovšem výrazně větší atomy, což se odráží na tom, že délka vazby Ti-C bývá přibližně o 30 % delší, například u tetrabenzyltitanu má 210 pm, zatímco běžná délka vazby C-C činí 155 pm. Jednoduché tetraalkyltitanové sloučeniny jsou ale většinou neizolovatelné, což je způsobeno velkými atomy titanu a nízkou elektronovou hustotou v jeho tetraedrálních komplexech. Častější a využitelnější jsou komplexy smíšených ligandů s alkoxidovými a cyklopentadienylovými koligandy. Titan může tvořit komplexy s vysokými koordinačními čísly.
Z hlediska oxidačního čísla se většina pozornosti upírá na titaničité (Ti4+) sloučeniny a titanité (Ti3+) a titanaté (Ti2+) se objevují vzácněji, i když jsou také známy; jako příklad lze uvést dikarbonyl titanocenu a Ti(CH3)2(dmpe)2. [Ti(CO)6]2− obsahuje titan s oxidačním číslem -II. I když se titanité součeniny objevují při Zieglerových–Nattových katalýzách, tak jsou organotitanité sloučeniny vzácné. Příkladem takové látky je [Cp2TiIIICl]2.
Vzhledem k nízké elektronegativitě titanu jsou vazby Ti-C polarizované směrem k uhlíku. Alkylové ligandy v řadě sloučenin titanu jsou tak nukleofilní. Titan je typickým oxofilem, takže se jeho sloučeniny obvykle připravují a používají za nepřístupu vzduchu. Díky vysoké oxofilitě jsou alkyly titanu účinné při odštěpování či výměnách organylových ligandů.

## Sloučeniny

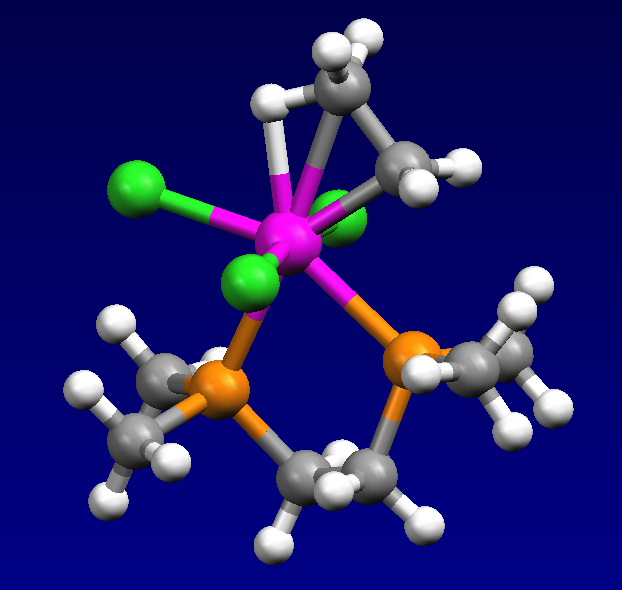
Struktura (C_{2}H_{5})TiCl_{3}(dmpe), se zvýrazněním agostických interakcí mezi methylovou skupinou a titaničitým centrem.

### Alkyltitanové chloridy a alkoxidy
Jednoduché alkylové a arylové komplexy titanu, například Ti(CH2C6H5)4, jsou vzácné. Bylo připraveno několik smíšených alkyltitanhalogenidových a alkyltitanalkoxidových sloučenin, i když často nejsou dobře popsané. Nejpoužívanější organotitanové sloučeniny jsou ty, které se získávají reakcí chloridu titanitého a diethylaluminiumchloridu; nazývají se Zieglerovy–Nattovy katalyzátory a slouží ke katalýze polymerizace ethenu. Proces je heterogenní.
Řada dalšách sloučenin byla vytvořena z chloridu titaničitého a titaničitých alkoxidů nebo jejich směsí, podobně jako u sloučenin lithia, hořčíku a zinku. Tyto sloučeniny se občas využívají jako stechiometrické reaktanty v organické syntéze. Trichlorid methyltitanu, CH3TiCl3, lze připravit z chloridu titaničitého a dimethylzinku v dichlormethanu při -78 °C. Tato sloučenina je schopna navazovat methylové skupiny na karbonyly a halogenalkany. Podobné využití má také methyltriisopropoxytitan.
Dialkyltitanové sloučeniny se účastní cyklopropanací řízených titanem, využívajících Grignardova činidla a estery. Tato reaktivita je základem Kulinkovičovy reakce:
Lombardovo činidlo se používá k methylenacím; strukturně se podobá „dibrommethan-Zn-Ti chloridu“.
Poznatky o těchto sloučeninách byly využity při vývoji Wittigových činidel sloužících k methylenacím enolizovatelných karbonylových skupin bez ztráty stereochemické integrity. Také je lze zapojit do přeměn ketenů na alleny:

### Deriváty titanocenu

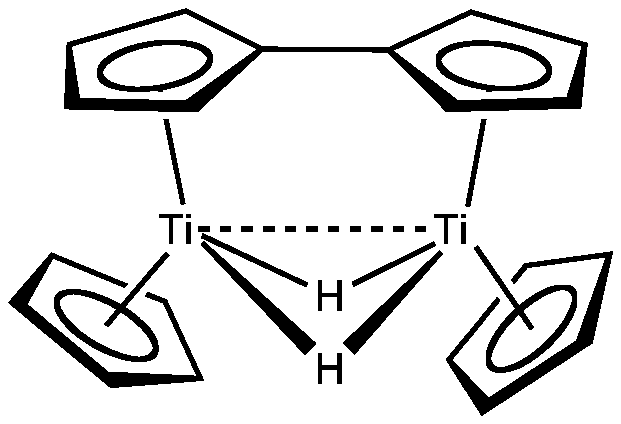
Struktura „titanocenu“ neodpovídá vzorci Ti(C_{5}H_{5})_{2}, nýbrž fulvalenovému komplexu

Pokusy o přípravu titanocenu, Ti(C5H5)2, vedly k tvorbě fulvalenového komplexu.
V 70. letech 20. století byl připraven dimer titanocenu, jeho struktura byla určena roku 1992 a následný výzkum vedl k dalším cyklopentadienylovým komplexům titanu. V roce 1998 byl získán skutečný derivát titanocenu, šlo o paramagnetickou sloučeninu (C5Me4SiMe3)2Ti.
Na rozdíl od samotného titanocenu jsou jeho dichlorid a částečně i monochlorid dobře prozkoumány. Tebbeovo činidlo, získávané reakcí titanocendichloridu s trimethylhliníkem, se používá jako methylenační činidlo převádějící R2C=O na R2C=CH2.
Tebbeovo činidlo reaguje s jednoduchými alkeny za tvorby titanocyklobutanů, které lze považovat za stabilní meziprodukty metateze alkenů. Tyto sloučeniny vytvářejí adukty, jako například 1,1-bis(cyklopentadienyl)-3,3-dimethyltitanocyklobutan, adukt s isobutenem, za katalýzy 4-dimethylaminopyridinem.
]

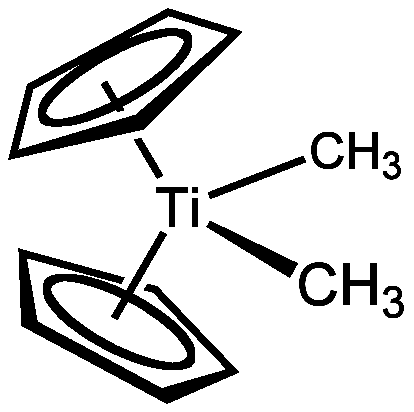
Petasisovo činidlo, [(η^{5}-Cp)_{2}Ti(CH_{3})_{2}

Petasisovo činidlo, dimethyltitanocen, se připravuje z titanocendichloridu a methyllithia v diethyletheru. Oproti Tebbeovu činidlu se snadněji získává a přechovává; má rovněž využití při methylenacích.
Nugentovo-RajanBabuovo činidlo, bis(cyklopentadienyl)chlorid titanitý, je jednoelektronové redukční činidlo používané v organické syntéze na přípravu alkoholů protiarkovnikovovským otevíráním kruhu epoxidů; vzniká jako dimer [(η5-Cp)2Ti(μ-Cl)]2 z titanocendichloridu.

### Monocyklopentadienylové sloučeniny
LK méně využívaným, ovšem stále významným, sloučeninám patří trichlorid (cyklopentadienyl)titanu, (C5H5)TiCl3. Tennto komplex se připravuje redistriuční reakcí titanocendichloridu s chloridem titaničitým. S 12 elektrony je výrazně elektrofilnější než 16elektronový titanocendichlorid.

### Komplexy arenů
Chlorid titaničitý reaguje s hexamethylbenzenem za vzniku solí kationtu [(η6-C6Me6)TiCl3]+. Redukované komplexy arenů mohou obsahovat titan v oxidačních číslech −1, 0 nebo +1.

### Karbonylové komplexy
Jsou známy i soli [Ti(CO)6]2−.